# Nhật báo Thanh niên Trung Quốc
Nhật báo Thanh niên Trung Quốc (tiếng Trung: 中国青年报) là tờ báo của Đoàn Thanh niên Cộng sản Trung Quốc từ năm 1951 với sự độc lập về biên tập và tài chính tại Cộng hòa Nhân dân Trung Hoa. Đây là tờ báo được đọc nhiều thứ hai ở Trung Quốc tính đến năm 2009.
Vào thập niên năm 1980, Nhật báo Thanh niên Trung Quốc được coi là tờ báo tốt nhất ở Trung Quốc đại lục với số lượng phát hành 5 triệu tờ một ngày. Số lượng phát hành hiện tại ước tính gần một triệu ở 40 quốc gia và khu vực.